# 富津市消防本部

富津市消防本部（ふっつししょうぼうほんぶ）は、千葉県富津市の消防部局（消防本部）。管轄区域は富津市全域。

## 概要
- 消防本部：千葉県富津市下飯野2509番地1
- 管内面積：205.35km2
- 職員定数：116人
- 消防署1カ所、分署1カ所
- 主力機械（2019年4月1日現在）
  - 普通消防ポンプ自動車：5
  - 水槽付消防ポンプ自動車：1
  - 水槽車：1
  - 救急自動車：4
  - 指揮車：1
  - 救助工作車：1
  - 資器材搬送車：1
  - 小型動力ポンプ：4
  - 広報車：3
  - 連絡車：1

【主力機械に関する参考文献：令和元年版消防年報（富津市消防本部）】

## 沿革
- 1972年4月1日　富津市消防本部及び富津市消防署を開設
- 1972年7月11日　救急業務を開始
- 1974年7月21日　消防本部及び消防署が小久保に移転し業務開始
- 1978年9月1日　天羽出張所業務開始
- 1978年12月5日 小型動力ポンプ付水槽車を購入、本署に配備
- 1982年4月28日　富津出張所建設工事竣工、業務開始
- 1987年1月8日　救助工作車購入、本署に配備
- 1998年12月11日　初の高規格救急車を消防署本署に配備
- 1999年1月4日　高規格救急車の運用を開始
- 2013年4月1日　消防署本署と富津出張所を統合し、富津市消防防災センターにて業務開始、天羽出張所を分署に昇格

【参考文献：平成26年版　消防年報（富津市消防本部）】

## 組織
- 本部－総務課、予防課
- 消防署

## 消防署
| 消防署       | 住所         | 分署          |
| ------------ | ------------ | ------------- |
| 富津市消防署 | 下飯野2509-1 | 天羽：湊296-2 |